# Liste von Literaturfestivals
Ein Literaturfestival ist eine Veranstaltung zur Präsentation literarischer Werke. I.d.R. lesen Autoren aus ihren Werken.

## Deutschland
- Buchlust, Hannover (November)
- Deutsch-israelische Literaturtage
- Donnersberger Literaturtage, Kirchheimbolanden
- Eifel Literaturfestival
- Ein Buch für die Stadt, Köln
- Erfurter Herbstlese, Erfurt
- Erlanger Poetenfest, Erlangen
- Erzählzeit ohne Grenzen, Schaffhausen – Singen (April), seit 2013[1]
- Fontane-Festspiele, Neuruppin
- Frankfurt liest ein Buch, Frankfurt am Main
- globale°-Festival für grenzüberschreitende Literatur, Bremen
- Göttinger Literaturherbst, Göttingen (Oktober)
- Heidelberger Literaturtage
- HomBuch, Homburg
- Internationales Literaturfestival Bremen - poetry on the road
- internationales literaturfestival berlin (September)
- Internationales Literaturfest „Poetische Quellen“, Bad Oeynhausen/Löhne
- Kölner Bücherfest, Köln (August)
- Krimifestival München
- Ladenburger Literaturtage, Ladenburg (Juni)
- Landshuter Literaturtage, Landshut (November, 2-jährl.)
- Leipziger literarischer Herbst, Leipzig (Oktober)
- Leipzig liest, Leipzig (Europas größtes Lesefest im Rahmen der Leipziger Buchmesse)
- LesArt, Dortmund
- LesArt, Mittelfranken
- Lesen.Hören, Mannheim
- Lesen ohne Atomstrom, Hamburg
- lit.Cologne, Köln
- LIT:potsdam, Potsdam
- Literarischer Frühling in der Heimat der Brüder Grimm, Nordhessen
- Literarischer Frühling/Herbst, Würzburg
- Literatur auf der Parkbank, Cottbus
- Literaturfest Meißen
- Literaturfest München
- Literaturfest Niedersachsen
- Literatürk, Essen
- Literatur Jetzt!, Dresden
- Lyrikfestival, Hamburg
- Mord am Hellweg, Krimifestival, Unna
- Mordsharz-Festival, im Harz
- Poesiefestival Berlin
- Poetica, Köln
- Prosanova, Hildesheim, seit 2005 (dreijährlich)
- Rheingau Literatur Festival
- Schamrock – Festival der Dichterinnen München, Wien 2012, 2014
- Tatort Eifel
- Tübinger Bücherfest
- Thüringer Literaturtage
- ULF – Das Unabhängige Lesereihen Festival, Nürnberg
- Vattenfall Lesetage, Hamburg (1999–2013)
- White Ravens Festival für internationale Kinder- und Jugendliteratur, München
- Wiesbadener Literaturtage, Wiesbaden
- Wortspiele, München
- Würzburg liest ein Buch, Würzburg

## Österreich
- Buch Wien
- Europäische Literaturtage in der Wachau, seit 2009
- Ingeborg-Bachmann-Preis in Klagenfurt, seit 1977
- Innsbrucker Prosafestival
- Internationales Literaturfestival Erich Fried Tage, seit 2009
- Internationales Lyrikfestival W:ORTE, seit 2015[2]
- Lecher Literaturtage in Lech am Arlberg, seit 2017
- Literatur im Nebel in Heidenreichstein, seit 2006
- Mölltaler Geschichten Festival, seit 2016, im Mölltal/Oberkärnten
- O-Töne in Wien
- Rauriser Literaturtage in Rauris
- Rund um die Burg in Wien
- Sprachsalz in Hall
- StadtLesen
- Tiroler Dramatikerfestival

## Portugal
- Correntes d'Escritas in Póvoa de Varzim, seit 2000
- Festival de Poesia de Vila Nova de Foz Côa in Vila Nova de Foz Côa, seit 1984
- Livros a Oeste in Lourinhã, seit 2012
- Literatura em Viagem in Matosinhos, seit 2007
- Fólio in Óbidos, seit 2015
- Literaturfestival im Rahmen der Festa do Avante! in Seixal, seit 1976
- Festa da Poesia in Matosinhos, seit 2006

## Schweiz
- Bieler Gespräche, seit 2008 in Biel
- BuchBasel
- Burgdorfer Krimitage
- Erzählzeit ohne Grenzen, Schaffhausen – Singen, seit 2013[3]
- Eventi letterari Monte Verità, seit 2013
- Internationales Literaturfestival Leukerbad, seit 1996
- Literaare, Thun, seit 2004[4]
- Literaturtage Zofingen, seit 2006
- Literaturfestival Zürich (früher: Openair Literatur Festival Zürich), seit 2013
- Lyrik am Fluss, 1994–2006
- Seetaler Poesiesommer, seit 2000 an verschiedenen Orten im aargauischen und luzernischen Seetal
- Solothurner Literaturtage, seit 1978
- Zürich liest, seit 2011 in Zürich
- Wortlaut – Sankt Galler Literaturfestival, seit 2008

## Weitere Länder
- Internationales Poesiefestival Rosario (Argentinien), seit 1993
- Festa Literária Internacional de Paraty (Brasilien)
- Ubud Writers & Readers Festival (Indonesien), seit 2004
- Internationales Poesiefestival Medellín (Kolumbien), seit 1991
- Die Abende der Poesie in Struga (Nordmazedonien), seit 1962
- Meridian Czernowitz (Ukraine), seit 2010
- Internationales Literaturfestival Odessa (Ukraine), seit 2015
- Hay Festival (Wales, Vereinigtes Königreich), seit 1988
- Europäisches Literaturfest Lit.EU (Kroatien), seit 2019